# Kaleka z Inishmaan
Kaleka z Inishmaan – czarna komedia autorstwa Martina McDonagh, opierająca się na autentycznym wydarzeniu – tworzeniu dokumentalnego filmu Człowiek z Aran.
Bohaterami sztuki są członkowie niewielkiej społeczności mieszkańców Inis Meáin (Inishmaan), jednej z wysp archipelagu Aran. Jest rok 1934, mieszkańcy są podekscytowani wiadomością, że ekipa filmowa z Hollywood odwiedza sąsiednią wyspę, Inis Mór (Inishmore), żeby nakręcić film dokumentalny o życiu na wyspach Aran, Człowiek z Aran. „Kaleka” Billy Claven, sierota i wyrzutek, pragnący uciec od plotek, ubóstwa i nudy Inishmaan, stara się o rolę w filmie i, ku zaskoczeniu wyspiarzy, otrzymuje swoją szansę.
Sztuka Kaleka z Inishmaan po raz pierwszy została wystawiona w 1997 roku w Royal National Theatre w Londynie.

## Polskie tłumaczenie
Sztukę na język polski przetłumaczyła w 1998 roku Małgorzata Semil.
Polska premiera odbyła się w Teatrze Powszechnym im. Zygmunta Hübnera w Warszawie w 1999 roku.

## Bohaterowie
Kate – około 60 lat, przyszywana ciotka Billy’ego, troskliwa, „gadała” do skał po tym jak Billy wyjechał do Hollywood
Eileen – około 60 lat, przyszywana ciotka Billy’ego, prowadzi sklep ze swoją siostrą Kate
Johnypateenmike – około 60 lat, plotkarz, naciągacz, żartowniś, jednak w ostatnim akcie okazuje się, że to on uratował w dzieciństwie Billy’ego od utonięcia, do czego nie chce się przyznać chłopcu, aby miał dobre zdanie o swoich rodzicach
Billy – 17/18 lat, kaleka, pewny siebie mimo ułomności, walczy o to by go nie przezywano „kaleką”, okłamuje Babbybobby’ego na początku, że jest chory na zapalenie płuc, aby ten go przewiózł na sąsiednią wyspę, by w ostatniej scenie okazało się, że jednak na to zachorował, miał odwagę poprosić bezczelną Helen by z nim przeszła się na spacer
Helen – 17/18 lat, ładna, pyskata, wulgarna, agresywna (rzuca na wszystkich jajkami, które powinna sprzedawać, więc traci pracę), lubi się pokazywać; na koniec zgadza się na randkę z Billym mimo wszystko
Bartley – 16/17 lat,
Babbybobby – około 30 lat, przystojny, muskularny,
Doktor – około 40 lat,
Mammy – około 90 lat, alkoholiczka